# Tranopelta heyeri
Tranopelta heyeri är en myrart som först beskrevs av Auguste-Henri Forel 1901.  Tranopelta heyeri ingår i släktet Tranopelta och familjen myror.

## Underarter
Arten delas in i följande underarter:
- T. h. columbica
- T. h. heyeri